# Глен, Николай фон
Александр Николай фон Глен (нем. Alexander Nikolai von Glehn; 16 июля 1841, Ялгимяэ, Эстляндская губерния, Российская империя — 7 сентября 1923, Ору-Фину, Бразилия) —  остзейский дворянин и архитектор. Наиболее известен как основатель города Нымме (сейчас район города Таллина, Эстония).

## Биография

Памятник Николаю Фон Глену в Нымме

Происходит из дворянского рода балтийских немцев, брат ботаника Петра фон Глена. Изучал экономику, медицину, философию и архитектуру в Дерптском университете.
В 1878 году Глен основал возле железнодорожной станции поселение под названием Нымме, которое в 1917 году получило статус посёлка, а в 1926 году — статус города. Глен так же самостоятельно спроектировал и построил мызу (имение), главное здание которой известно сейчас как замок Глена (строительство закончено в 1886 году). Замок окружён парком с несколькими строениями — «Пальмовым домиком» (1900 — 1910), обсерваторией (1910) и скульптурами «Калевипоэг» (1908) и «Дракон» (позднее стала известна как «Крокодил», 1908), которые были созданы самим Гленом.
Николай фон Глен эмигрировал в Германию в 1918 году, а затем переехал в Бразилию для лечения своего сына Манфреда фон Глена, которому требовался тёплый климат. Николай фон Глен скончался в больнице в бразильском штате Минас-Жерайс 7 сентября 1923 года.

## Память
12 ноября 2011 года Николаю фон Глену был поставлен памятник возле Студенческого моста в таллинском районе Нымме. На гранитном постаменте выгравировано имя и даты жизни Николая фон Глена, а также текст «с благодарностью из Нымме».